# دریاچه لیژموزرو
دریاچه لیژموزرو (انگلیسی: Lake Lizhmozero) یک دریاچه در جمهوری کارلیای کشور روسیه است.